# Ivancsics Gellért
Ivancsics Gellért (Sopron, 1987. február 23. –) magyar labdarúgó.

## Pályafutása
Szülővárosában, Sopronban kezdett a labdarúgással foglalkozni, az FC Sopron csapatánál mutatkozott be az első osztályban. 2005. október 15-én lépett pályára a DVTK elleni 1–1 alkalmával. A 2006. október 21-én lejátszott PMFC elleni bajnoki szünetében állítása szerint Selymes Tibor vezetőedző megütötte őt, ami közrejátszott a csapattól való távozásában.
Így másfél év után eligazolt a Budapest Honvédhoz, ahol megszerezte első bajnoki gólját 2007. április 2-án a ZTE ellen 3–2-re elvesztett találkozón. 
Pályafutása egyik kiemelkedő mérkőzése a 2007-es kupa-döntő a Debrecen ellen. A Budapest Honvéd első gólját Ivancsics szerezte, a kupát pedig végül csapata szerezte meg.
Miután 2009 telén kétéves szerződéshosszabbítást írt alá fél évre kölcsönadták a BFC Siófokhoz. A Siófok végül kiesett a legmagasabb osztályból.
2009 augusztusában 2 éves szerződést írt alá a DVTK csapatához, az átigazolási díjat nem hozták nyilvánosságra. 2010 januárjában jobb lábának ötödik lábközépcsontja fáradásos törést szenvedett. Fél év után fél évre kölcsönadták a másodosztályú Szigetszentmiklósi TK csapatához.
Miután a DVTK kiesett kiesett az élvonalból életbe lépett a szerződése egy pontja, miszerint ingyen távozhat a csapattól. Ezután több együttesnél is szóba jött a neve, így az FTC-nél, KTE-nél és a ZTE-nél is. Próbajátékon a zalaegerszegi csapatnál járt, amely végül leigazolta, majd mielőtt pályára lépett volna ott kölcsönadta az élvonalba frissen visszajutott Siófoknak egy évre. Az egy évből fél évet töltött ott, majd 2011 telén a Budapest Honvédhoz került, szintén kölcsönben.
A Honvédnál újra Supka Attila vezetőedző kezei alatt dolgozhatott és ismét formába lendült. A 2010/2011-es bajnokság tavaszi felében csapata alapemberévé vált. Két mesteri szabadrúgásgólja közül az egyiket a későbbi bajnok Videoton ellen szerezte.
A 2011-2012-es NB I-es labdarúgó bajnokságban Ivancsics középpályásként 19 forduló után már 5 találatnál járt. A Győri ETO FC és a ZTE FC ellen lőtt két gólja különösen szép volt. A Honvédban sokáig meghatározó játékos 2013. július 11-én szerződést bontott és a Lombard Pápához igazolt.
2016 nyarától a másodosztályú Szeged 2011 játékosa.

### Válogatott
Beválogatták a Magyar U17-es, U19-es válogatottba. és U21-es válogatottba is. A felnőtt válogatottban eddig nem szerepelt.

## Sikerei, díjai
Budapest Honvéd
- Magyarkupa-győztes: 2007, 2009
- bronzérmes  a 2012–2013-as magyar labdarúgó-bajnokság első osztályában